# アニカル部!
アニカル部！は、「アニメカルチャーの素晴らしさを発信していく部活動！」をコンセプトに、アニソン・声優・ダンス・聖地巡礼などアニメ周辺事情を紹介していくアニメカルチャーバラエティ番組。アニマックスで、2017年3月5日から2018年3月25日まで放映されていた。制作はアマナ異次元。

## 概要
かつてアニマックスで放送されていたアキハバラ情報局シリーズの後継番組。「アニカル部」という部活動を模した構成で、オタク文化全般に関わりの深い桃井はるこが顧問となり、自らコスプレもするアニメファンである足立梨花と舞台劇でパタリロを演じた加藤諒が部員としてレギュラー出演、そこに毎回ゲストを招いて話を聴き込んでいくという構成になっている。また、出演したゲストはアニカル部名誉部員として迎えられる。

## ゲスト
2017年3月
- JAM Project（遠藤正明、きただにひろし）
- 志倉千代丸（株式会社MAGES.代表取締役会長）
- Yumiko a.k.a MTP（コレオグラファー）

2017年4月
- 矢野 茜（アニメーター）
- リアルアキバボーイズ（ヲタクダンサーチーム）
- 三間 雅文（音響監督）
- 妄想キャリブレーション（アイドルユニット）

2017年5月
- 安藝 貴範（株式会社グッドスマイルカンパニー社長）
- きゅんくん（ロボティクスファッションクリエイター）
- 水島精二（アニメーション監督）
- Q’ulle（ダンスロックユニット）

2017年6月
- 真山りか（私立恵比寿中学）
- 井口裕香[9][10]
- 浪川大輔（声優）
- 瀬下寛之（CGアニメーション監督）

2017年7月
- JUNNA（アーティスト）
- 梶 裕貴（声優）
- 草野 剛（グラフィックデザイナー）
- バンドじゃないもん！（アイドル）

2017年8月
- 内田彩（声優）
- 飯田里穂（声優）
- 壁の彩度（クリエイティブサークル）
- 黒崎真音（アーティスト）

2017年9月
- ウォーリー木下（演出・脚本）、須賀健太（俳優）
- 福原慶匡（ヤオヨロズ）、石井マーク（声優）、草摩そうすけ（声優）
- オーイシマサヨシ（アニメソングシンガー、音楽クリエーター）
- ギニュ～特戦隊（ヲタパフォーマンスチーム）

2017年10月
- 川瀬浩平（プロデューサー）、三木一馬（ライトノベル編集者）
- 冨田明宏（音楽評論家）
- Wake Up, Girls !
- 岩田光央（声優）
- 山本寛（アニメ監督）